# Villa albicincta
Villa albicincta är en tvåvingeart som beskrevs av Cole 1923. Villa albicincta ingår i släktet Villa och familjen svävflugor. Inga underarter finns listade i Catalogue of Life.